# Redkowice
Redkowice (deutsch Rettkewitz) ist ein Dorf in der polnischen Woiwodschaft Pommern. Es gehört zur Gmina Nowa Wieś Lęborska (Landgemeinde Neuendorf) im Powiat Lęborski (Landkreis Lauenburg in Pommern).

## Geographische Lage
Das Dorf liegt in Hinterpommern, etwa acht Kilometer westnordwestlich der Stadt Lębork (Lauenburg in Pommern).

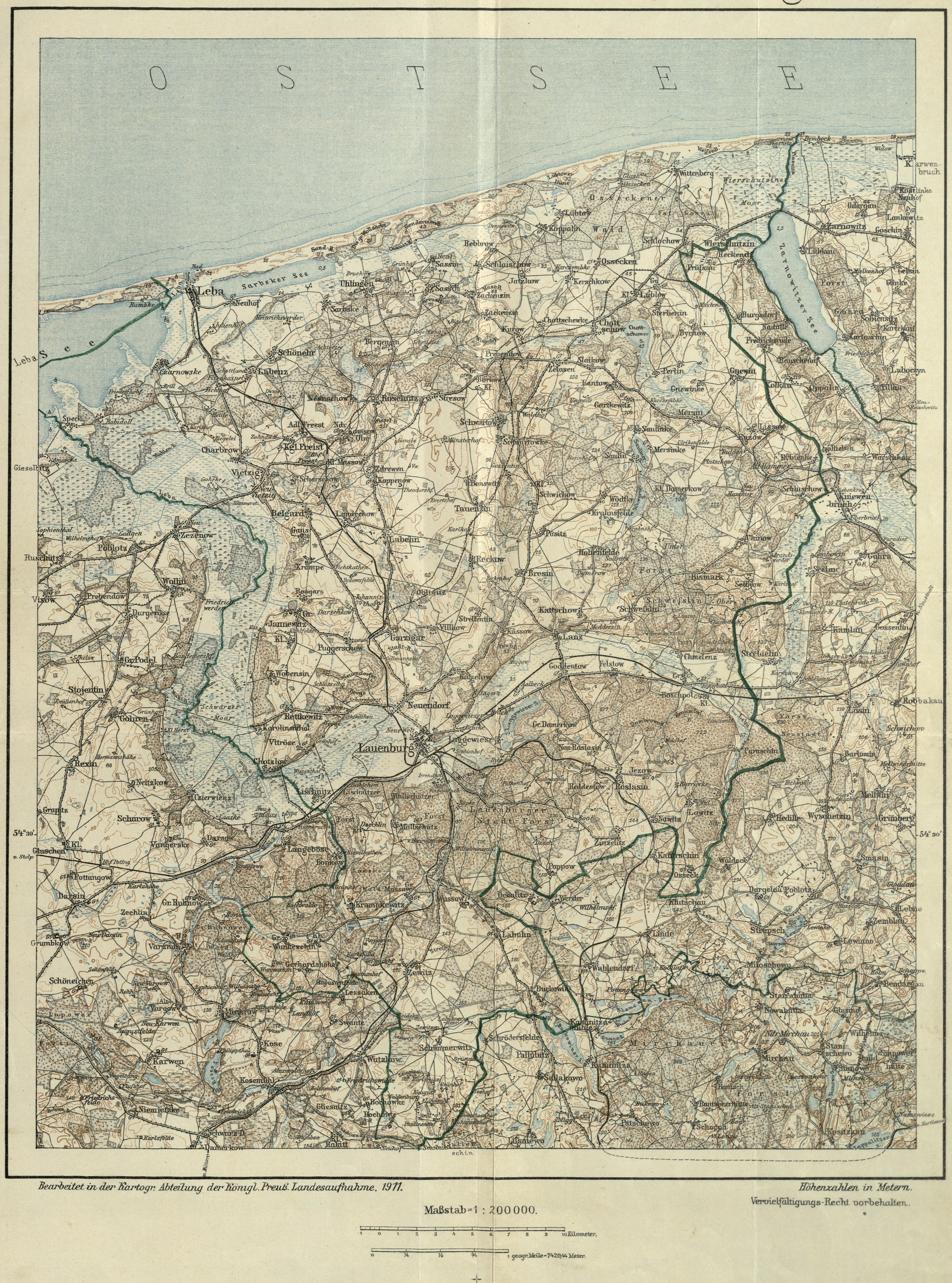
Rettkewitz, westnordwestlich der Stadt Lauenburg in Pommern, auf einer Landkarte von 1911

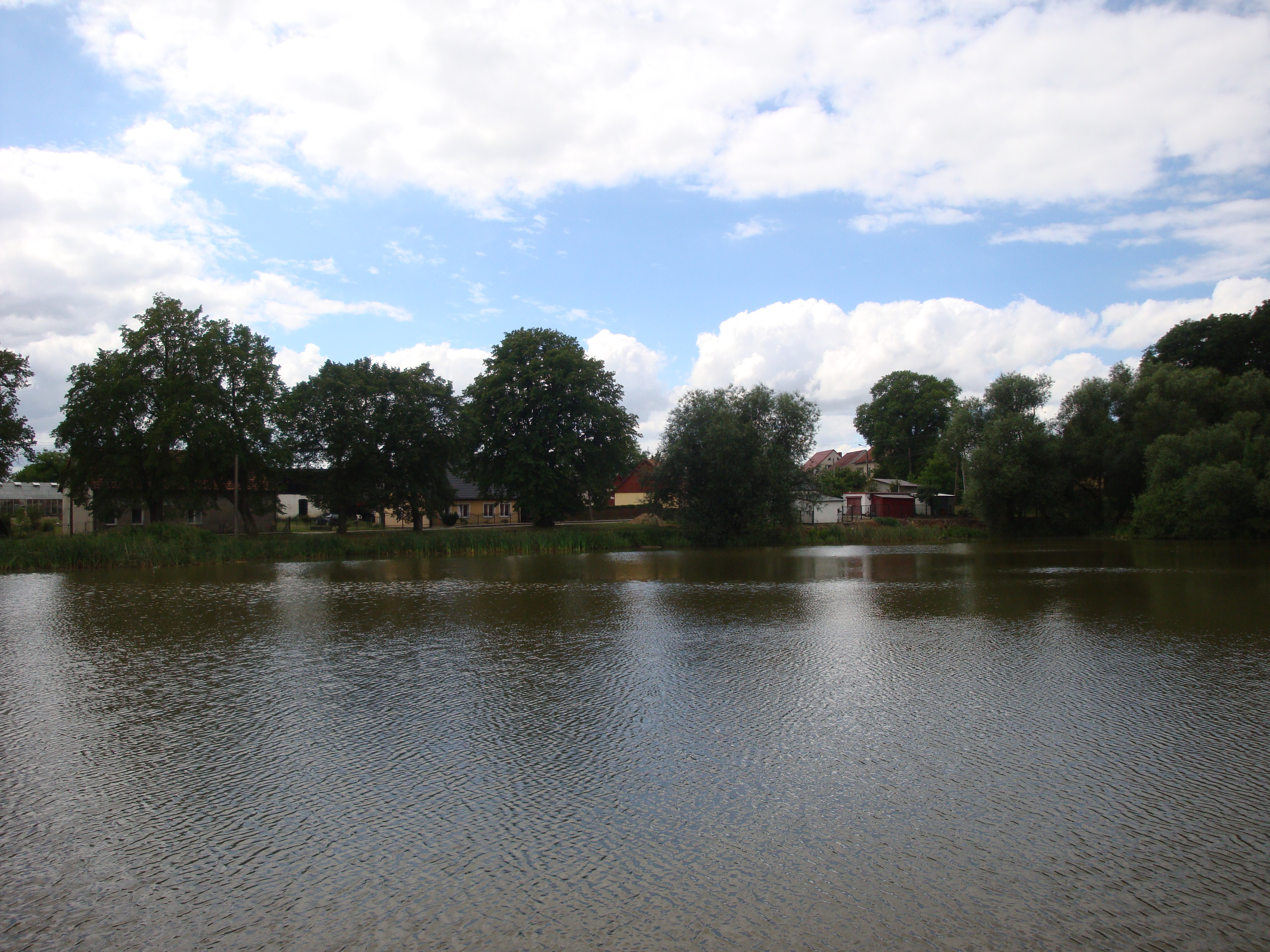
Dorfteich

## Geschichte

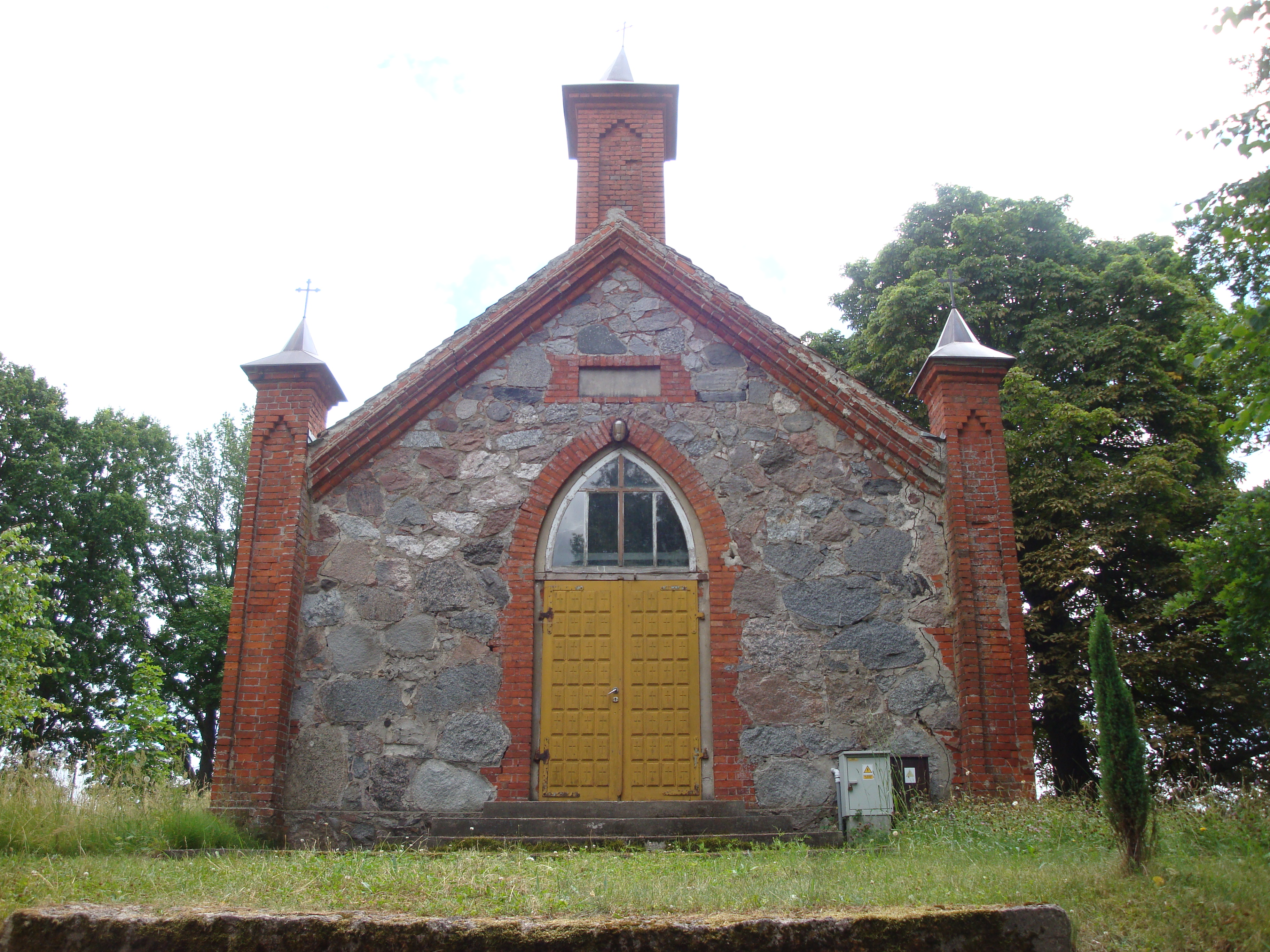
Dorfkapelle aus dem 19. Jahrhundert

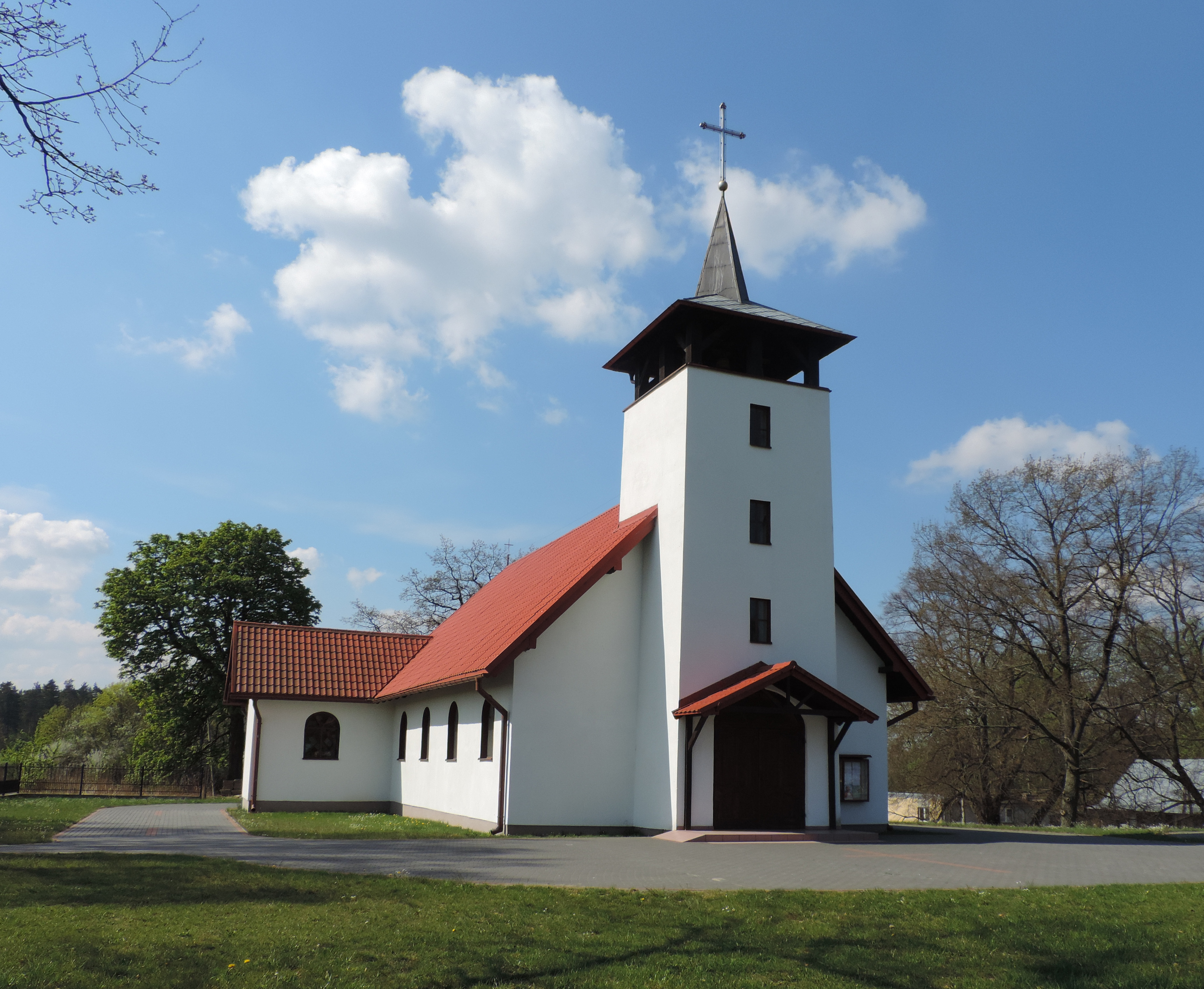
Dorfkirche (2014), bis 1945 Gotteshaus der evangelischen Gemeinde Rettkewitz

Im Jahr 1299 erhielt  der Ritter Jasbon Pirch oder Pyrsza aus Böhmen  vom Deutschen Orden, dessen Armee er als Feldherr gedient hatte, als Belohnung für seine Verdienste die Ortschaften Rettkewitz, Chotzlow, Vitröse und Niebendzin geschenkt; der Ritter war der Stammvater der später weit verzweigten hinterpommerschen Familie Pirch.  Um 1784 gab es in Rettkewitz zwei Vorwerke, vier Bauernhöfe, zehn Kossäten, eine Schmiede, ein Schulhaus und insgesamt 26 Feuerstellen (Haushaltungen); Besitzer des Dorfs zum damaligen Zeitpunkt war der Lieutenant Johann Alexander Hartwig v. Natzmer. Später gehörte das Rittergut Rettkewitz Werner von Selchow (1806–1884), der  Landrat des Lauenburg-Bütowschen Kreises und anschließend bis 1851 Landrat des Kreises Lauenburg war.
Rettkewitz wurde 1874 dem neu gebildeten  Amtsbezirk Rettkewitz zugeordnet, dem folgende Ortschaften angehörten: 1) Gutsbezirk Wobensin,  2) Gemeinde Wobensin, 3) Gutsbezirk Rettkewitz, 4) Gemeinde Rettkewitz und 5) Gutsbezirk Karolinenthal. Als Amtsvorsteher des Amtsbezirks Rettkewitz fungierte 1874 der Staatsminister a. D. Werner von Selchow, der auf dem Gut Karolinenthal saß.
Anfang der 1930er Jahre hatte die Landgemeinde Rettkewitz eine Flächengröße von 17,3 km². Innerhalb der Gemeindegrenzen standen insgesamt 70 bewohnte Wohnhäuser an drei verschiedenen Wohnstätten:
1. Karolinenthal
2. Rettkewitz
3. Schlüsselberg

Um 1935 gab es in Rettkewitz einen Gasthof.
Im Jahr 1945 gehörte der Amtsbezirk Rettkewitz zum Landkreis Lauenburg i. Pom. im Regierungsbezirk Köslin der Provinz Pommern des Deutschen Reichs.
Gegen Ende des Zweiten Weltkriegs wurde die Region im Frühjahr 1945 von der Roten Armee besetzt. Bald darauf wurde der Ort zusammen mit ganz Hinterpommern von der Sowjetunion der Volksrepublik Polen zur Verwaltung überlassen. Es begann danach die Zuwanderung polnischer Zivilisten, von denen die einheimischen Dorfbewohner aus ihren Häusern und Gehöften gedrängt wurden. Der Ortsname Rettkewitz wurde zu Redkowice polonisiert. Die Alteinwohner des Dorfs wurden in der darauf folgenden Zeit von der polnischen Administration aus Rettkewitz vertrieben. 

## Demographie
| Jahr | Einwohner | Anmerkungen                                                         |
| ---- | --------- | ------------------------------------------------------------------- |
| 1818 | 145       | Dorf, adlige Besitzung                                              |
| 1852 | 406       | Dorf                                                                |
| 1864 | 510       | einschließlich Militär                                              |
| 1871 | 306       | davon 296 Evangelische, vier Katholiken und sechs sonstige Christen |
| 1905 | 333       | 91 in der Landgemeinde, 242 im Gutsbezirk                           |
| 1910 | 339       | am 1. Dezember, davon 98 im Gemeindebezirk und 241 im Gutsbezirk    |
| 1925 | 462       | davon 439 Evangelische und 16 Katholiken                            |
| 1933 | 532       | [ 14 ]                                                              |
| 1939 | 495       | [ 14 ]                                                              |

## Persönlichkeiten: Söhne und Töchter des Ortes
- Georg Christoph von Natzmer (1694–1751), preußischer Offizier, zuletzt Generalmajor
- Leonhard von Selchow (1809–1893), preußischer Offizier, zuletzt Generalleutnant
- Adolf von Selchow (1810–1878), preußischer Verwaltungsbeamter, Landrat des Kreises Glogau